# Quan (họ)
Quan là một họ của người trong Vùng văn hóa Đông Á, phổ biến chủ yếu tại Trung Quốc và Nhật Bản và Việt Nam. Trong ba chữ sử dụng làm họ có phiên âm là Quan thì họ Quan (Phồn thể: 關; Giản thể: 关; Bính âm: Guan; Kanji: 関; Romaji: Seki) là họ phổ biến nhất, xếp thứ 394 trong Bách gia tính. Còn họ Quan (Chữ Hán: 官; Bính âm: Guan; Romaji: Kan) và họ Quan hay Quán (Phồn thể: 觀; Giản thể: 观; Bính âm: Guān) thì không xuất hiện trong Bách gia tính.

## Người Trung Quốc họ Quan (關) nổi tiếng

### Cổ đại
- Quan Long Phùng, trung thần thời vua Kiệt nhà Hạ
- Quan Vũ (關羽), danh tướng Thục Hán thời Tam Quốc.
  - Quan Bình (關平), con trai của Quan Vũ, tướng nhà Thục Hán thời Tam Quốc.
  - Quan Hưng (關興), con trai của Quan Vũ, tướng nhà Thục Hán thời Tam Quốc.
  - Quan thị (關氏), con gái Quan Vũ, nhân vật nổi tiếng trong văn hóa.
  - Quan Sách (關索), nhân vật hư cấu trong Tam Quốc diễn nghĩa và Hoa Quan Sách truyện.
- Quan Độn (關遁), hay Chi Đạo Lâm, cao tăng Phật giáo thời Đông Tấn.
- Quan Bá (關播), đại thần thời kỳ Trung Đường.
- Quan Đồng (關仝), họa sĩ thời Hậu Lương.
- Quan Thắng (關勝), tướng lĩnh kháng Kim đầu thời Nam Tống, nhân vật trong tiểu thuyết Thủy hử.
  - Quan Linh (關铃), nhân vật hư cấu trong Thuyết Nhạc toàn truyện.
- Quan Hán Khanh, nhà viết kịch thời Nguyên.
- Quan Thiên Bồi, tướng lĩnh thời Thanh.

### Hiện đại
- Quan Lân Trưng (关麟征), tướng của Quốc dân đảng Trung Quốc đầu thế kỉ 20.
- Quan Thịnh Chí (关盛志), Thiếu tướng Quân Giải phóng Nhân dân Trung Quốc.
- Quan Đức Hưng, diễn viên Hồng Kông, người chuyên thủ vai Hoàng Phi Hồng.
- Quan Sơn, diễn viên Hồng Kông.
- Quan Chi Lâm, nữ diễn viên Hồng Kông, con gái của Quan Sơn.
- Quan Nam Thi, nữ diễn viên Hồng Kông.
- Quan Vịnh Hà, nữ diễn viên Hồng Kông.
- Quan Cúc Anh, nữ diễn viên Hồng Kông.
- Quan Tâm Nghiên, ca sĩ Hồng Kông.
- Quan Thục Di, ca sĩ Hồng Kông.
- Quan Hiểu Đồng, nữ diễn viên Trung Quốc.

## Người Việt Nam họ Quan nổi tiếng
- Quan Văn Chuẩn, cầu thủ bóng đá chơi ở vị trí thủ môn.
- Quan Thế Dân, bác sỹ, cây bút bình luận về lĩnh vực y tế và đời sống.[1][2]

## Người Trung Quốc họ Quan (官) nổi tiếng
- Ella Koon Yun-na [en] (chữ Hán: 官恩娜, Hán Việt: Quan Ân Na), nữ ca sĩ, diễn viên Hồng Kông.

## Người Nhật họ Quan nổi tiếng
- Seki Tomokazu (Hán Việt: Quan Trí Nhất), một trong những seiyū lừng danh nhất tại Nhật Bản.

## Người họ Quan nổi tiếng khác
- Michelle Kwan [en] (chữ Hán: 關穎珊, Hán Việt: Quan Dĩnh San), vận động viên trượt băng nghệ thuật người Mỹ gốc Hoa.